# Ryu Se-ra
Ryu Se-ra (coreano: 류세라 (); Busan, 3 de octubre de 1987), también conocida monónimamente como Sera (coreano: 세라 ()), es una cantante y compositora surcoreana que trabaja bajo la agencia autofundada OCTO. Ella es exlíder y vocalista principal del grupo femenino surcoreano Nine Muses.

## Carrera

### 2010-2014: Debut con Nine Muses
El 12 de agosto de 2010, Ryu debutó como parte del grupo de chicas Nine Muses. Más tarde, se convirtió en la líder y vocalista principal del grupo, tras la marcha del exlíder Rana. El 23 de junio de 2014, Star Empire anunció que el contrato exclusivo de Ryu había expirado y ella anunció que también había abandonado el grupo.

### 2015-presente: actividades en solitario y nueva agencia
El 1 de agosto de 2015, Ryu lanzó su primer álbum EP indie en solitario "SeRen:Ade". En septiembre de 2015, Ryu celebró su primer concierto en solitario en Hongdae, al que asistieron 600 personas.
En marzo de 2018, Ryu fundó una nueva agencia llamada OCTO, y anunció que continuaría sus actividades en solitario con su nombre real, Ryu Se-ra. Un funcionario de la agencia ha declarado que el nombre OCTO conlleva el significado de un nuevo comienzo. El 2 de marzo, Ryu lanzó un álbum sencillo "Stay Real", administrado y publicado por su nueva agencia. Más tarde ese mes, Ryu realizó un segundo concierto en solitario titulado "Spring Rain" en el escenario Olympic Hall Muse Live, seguido de un concierto titulado "Sun Shower" celebrado el 23 de junio de 2018 en el escenario CKL. Desde 2014, Ryu ha estado activa en YouTube, donde comparte sus actividades en solitario y versiones de canciones con sus fans. Apareció como concursante en el reality show de supervivencia musical Miss Back entre el 8 de octubre de 2020 y el 26 de enero de 2021, donde se convirtió en finalista.

## Discografía

### Extended plays
| SeRen:Ade                                                                                 | - Fecha de lanzamiento: 1 de agosto de 2015 - Etiqueta: Independiente - Formato: CD | — | — |
| "—" indica los lanzamientos que no entraron en las listas o no se lanzaron en esa región. |                                                                                     |   |   |

### Álbumes sencillo
| Stay Real                                                                                 | - Fecha de lanzamiento: 2 de marzo de 2018 - Etiqueta: OCTO - Formato: CD, descarga digital | — | — |
| "—" indica los lanzamientos que no entraron en las listas o no se lanzaron en esa región. |                                                                                             |   |   |

### Sencillos
| Título                                                                                           | Año                    | Posiciones más altas en los gráficos | Ventas                 | Álbum                                  |
| Título                                                                                           | Año                    | COR                                  | Ventas                 | Álbum                                  |
| Como artista principal                                                                           | Como artista principal | Como artista principal               | Como artista principal | Como artista principal                 |
| ------------------------------------------------------------------------------------------------ | ---------------------- | ------------------------------------ | ---------------------- | -------------------------------------- |
| "Walk With Me" (나와 걸어줘)                                                                     | 2018                   | —                                    |                        | Stay Real                              |
| "Han River" (한강)                                                                               | 2018                   | —                                    |                        | Sencillo sin álbum                     |
| Apariciones en bandas sonoras                                                                    |                        |                                      |                        |                                        |
| "Day By Day" (하루하루)                                                                          | 2016                   | —                                    | —                      | Introduce Me a Good Person OST Part.14 |
| "Up and Down" (오르락 내리락)                                                                    | 2020                   | —                                    | —                      | Miss Back Part.3                       |
| "Cat`s Rain" (고양이비) con Jung Yujin (The Ark)                                                 | 2020                   | —                                    | —                      | Miss Back Part.5                       |
| "Winter Fantasy" con Raina, Dalsooobin, Gayoung, Soyul (Crayon Pop), Nada & Jung Yujin (The Ark) | 2020                   | —                                    | —                      | Miss Back Part.5                       |
| "Lean On Me" (기대)                                                                              | 2020                   | —                                    | —                      | Miss Back Part.6                       |
| "Finale" con Raina, Dalsooobin, Gayoung, Soyul (Crayon Pop), Nada & Jung Yujin (The Ark)         | 2021                   | —                                    | —                      | Miss Back Part.9                       |
| "We Are The One" con Raina, Dalsooobin, Gayoung, Soyul (Crayon Pop), Nada & Jung Yujin (The Ark) | 2021                   | —                                    | —                      | Miss Back Part.9                       |
| "—" indica los lanzamientos que no entraron en las listas o no se lanzaron en esa región.        |                        |                                      |                        |                                        |

## Filmografía

### Series de TV
| Año  | Título            | Difusión | Papel           | Ref.   |
| ---- | ----------------- | -------- | --------------- | ------ |
| 2013 | Blue Tower        | tvN      | Tae-hee (Cameo) |        |
| 2013 | Reckless Family 2 | MBC TV   | Sera            | [ 19 ] |

### Programas de telerrealidad
| Año  | Título    | Difusión | Papel       | Ref.   |
| ---- | --------- | -------- | ----------- | ------ |
| 2020 | Miss Back | MBN      | Concursante | [ 20 ] |

### Documentales
| Año  | Título                 | Director      |
| ---- | ---------------------- | ------------- |
| 2012 | 9 Muses of Star Empire | Lee Hark-joon |

## Respaldos
- [2011] CJ Condition Raisin Tree Drink (con Oh Ji-ho)
- [2013] Hug Ozawa's Eyes Cloud Glasses
- [2013] Jinjusangdan Hanboks

## Carrera de modelo
- Seoul Fashion Week 2011
- Desfile Internacional de Estilo Coreano 2012 en Japón
- Colección K 2012 en Seúl
- K-pop Nature Concert 2012 en Jeju